# Álvaro Zamith
Álvaro Zamith  (Nova Friburgo, 1877 – Rio de Janeiro, 24 de outubro de 1960), foi um dirigente esportivo brasileiro, consagrado como o primeiro presidente da Confederação Brasileira de Futebol, de 20 de novembro de 1915 à 4 de novembro de 1916.